# Adolf P. Langenheim
Adolf P. Langenheim (Fürstenberg, Bad Wünnenberg, Imperio alemán 1872-Tetuán, Marruecos, 1958) fue un ingeniero y político alemán.

## Biografía
Nació en 1872 en Fürstenberg bei Paderborn. Realizó estudios de minería en Freiberg y Clausthal, entre 1892 y 1896. De hecho, se trasladó a Clausthal en 1895 por consejo de su buen amigo August Schwemann. Se licenció como ingeniero de minas. Se trasladó a Tánger en 1905, instalándose posteriormente en el Marruecos español. Durante los siguientes treinta años permaneció en este territorio, dedicándose a la minería. También adquirió algunas propiedades.
Afiliado al NSDAP/AO en 1933, se convertiría en jefe —Ortsgruppenleiter— de la sección del Partido Nazi en Tetuán, desde 1934. Algún autor lo ha señalado también como el líder nazi en el Marruecos español. Langenheim, que hablaba árabe con fluidez, mantenía contactos con los nacionalistas marroquíes.
Pocos días después del estallido de la Guerra civil, el 24 de julio de 1936, salió en avión para Berlín junto al capitán español Francisco Arranz Monasterio y el nazi Johannes Bernhardt. No obstante, la verdadera alma de este viaje era Bernhardt. Al día siguiente el líder nazi Adolf Hitler mantuvo un encuentro con Langenheim y Bernhardt en Bayreuth, durante el cual se tomó la decisión de apoyar al bando sublevado. Como consecuencia de este viaje, Langenheim se convirtió en agente del Abwehr para el Marruecos español. En esta labor habría contado con la cooperación de dos de sus hijos, también miembros del Abwehr.
Langenheim falleció en Tetuán en noviembre de 1958, a la edad de 86 años.